# AZIN1
AZIN1‏ (Antizyme inhibitor 1) هوَ بروتين يُشَفر بواسطة جين AZIN1 في الإنسان.